# 股內側肌
股內側肌（Vastus medialis），又稱內側廣肌，是大腿股四頭肌的一部分，是為大腿最內側的肌肉，屬於伸肌，位在大腿的內側，延伸到膝蓋部位。

## 外部連結
- 解剖學(Anatomy)-肌肉(muscle)-股四頭肌(quadriceps femoris muscle) （页面存档备份，存于）